# Адміністративний поділ Люксембургу
Адміністративно Велике Герцогство Люксембург поділяється на 12 кантонів, кантони поділяються на 100 комун, з яких 12 мають статус міст, а комуни включають в себе окремі поселення:

Округи Люксембургу. 1 — округ Дикірх, 2 — округ Гревенмахер, 3 — округ Люксембург.

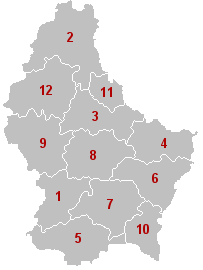
Кантони Люксембургу.

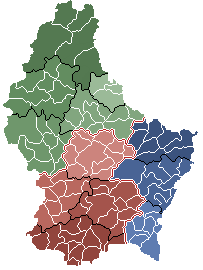
Округи (виділені кольорами), кантони в округах (виділені відтінками кольорів), комуни (виділені тільки кордонами) Люксембургу.

До 2015 року існували три округи (люксемб. Distrikter). Нині найвищою адміністративною одиницею є кантони. 

## 1.ОкругДикірх

### КантонВіанден
- Комуна Віанден
- Комуна Путшейд
- Комуна Тандель

### КантонВільц
- Комуна Булед
- Комуна Вінселер
- Комуна Вільц
- Комуна Гесдорф
- Комуна Ешвейлер
- Комуна Еш-сюр-Сур
- Комуна Кішпельт
- Комуна Лак-де-ла-От-Сур
- Комуна Нойнгаузен
- Комуна Гейдершейд

### КантонДикірх
- Комуна Беттендорф
- Комуна Буршейд
- Комуна Дикірх
- Комуна Ермсдорф
- Комуна Ерпельданж
- Комуна Еттельбрук
- Комуна Медернах
- Комуна Мерциг
- Комуна Рейсдорф
- Комуна Фюлен
- Комуна Гошейд
- Комуна Ширен

### КантонКлерво
- Комуна Вейсвампах
- Комуна Вінкранж
- Комуна Клерво
- Комуна Констум
- Комуна Мюнсгаузен
- Комуна Труав'єрж
- Комуна Гейнершейд
- Комуна Гозінген

### КантонРеданж
- Комуна Бекеріх
- Комуна Валь
- Комуна Віхтен
- Комуна Гросбус
- Комуна Елль
- Комуна Прейзердауль
- Комуна Рамбрух
- Комуна Реданж
- Комуна Саюль
- Комуна Юсельданж

## 2.ОкругГревенмахер

### КантонГревенмахер
- Комуна Бецдорф
- Комуна Бівер
- Комуна Вормельданж
- Комуна Гревенмахер
- Комуна Мантернах
- Комуна Мертерт
- Комуна Флаксвейлер
- Комуна Юнглінстер

### КантонЕхтернах
- Комуна Бердорф
- Комуна Бофор
- Комуна Бех
- Комуна Вальдбілліг
- Комуна Ехтернах
- Комуна Консдорф
- Комуна Момпах
- Комуна Роспор

### КантонРеміх
- Комуна Бурмеранж
- Комуна Бус
- Комуна Вальдбредімю
- Комуна Велленштейн
- Комуна Дальгайм
- Комуна Леннінген
- Комуна Мондорф-ле-Бен
- Комуна Реміх
- Комуна Шенген
- Комуна Штадтбредімю

## 3.ОкругЛюксембург

### КантонЕш-сюр-Альзетт
- Комуна Беттембург
- Комуна Дифферданж
- Комуна Дюделанж
- Комуна Еш-сюр-Альзетт
- Комуна Кайль
- Комуна Льоделанж
- Комуна Мондерканж
- Комуна Петанж
- Комуна Реканж-сюр-Мес
- Комуна Резер
- Комуна Рюмеланж
- Комуна Санем
- Комуна Фризанж
- Комуна Шиффланж

### КантонКапеллен
- Комуна Башараж
- Комуна Гарніх
- Комуна Діппах
- Комуна Келен
- Комуна Керіх
- Комуна Клемансі
- Комуна Копсталь
- Комуна Мамер
- Комуна Сетфонтен
- Комуна Гобшейд
- Комуна Штейнфорт

### КантонЛюксембург
- Комуна Бертранж
- Комуна Вальферданж
- Комуна Вейлер-ла-Тур
- Комуна Есперанж
- Комуна Контерн
- Комуна Люксембург
- Комуна Нідеранвен
- Комуна Сандвейлер
- Комуна Штейнсель
- Комуна Штрассен
- Комуна Шуттранж

### КантонМерш
- Комуна Беванж-сюр-Аттерт
- Комуна Біссен
- Комуна Кольмар-Берг
- Комуна Ларошетт
- Комуна Лінтген
- Комуна Лоренцвейлер
- Комуна Мерш
- Комуна Номмерн
- Комуна Тунтанж
- Комуна Фішбах
- Комуна Геффінген

Кантони були створені 24 лютого 1843 року. У 1857 році був створений округ Мерш з кантонів Реданж та Мерш. У 1867 році цей округ припинив існування після прийняття рішення про відміну наказу про його створення.